# 納哈佩特
《納哈佩特》，又名《生命得勝》（英語：Life Triumph），是一部在1977年上映的亞美尼亞劇情片，劇情乃是基於赫拉奇亞·科恰爾所創作同名小說，講述一名亞美尼亞大屠殺生還者的故事。

## 內容
納哈佩特是一名亞美尼亞大屠殺生還者，他在大屠殺中被綁到木柱上，親眼看着妻子和兒女遭到鄂圖曼土耳其帝國的士兵殺害。大屠殺過後，納哈佩特來到亞美尼亞蘇維埃社會主義共和國偏遠的地方居住，當地的共產黨人推行土地改革，引進電力供應，又協助納哈佩特在家附近種一棵蘋果樹；最終，納哈佩特逐漸步進了新生活，迎娶了另一名妻子，並與她生下一個兒子。
這部電影經常使用倒敘手法，展示納哈佩特一家人在亞美尼亞大屠殺期間的遭遇。電影其中一幕是這樣的：一大堆紅蘋果從蘋果樹上掉下來，滾進了一條河流裡，並一起順流而下，這是隱喻青年土耳其黨人在大屠殺期間把大量亞美尼亞人遺體扔進幼發拉底河的情景。電影沒有明確提及被指種族滅絕亞美尼亞人的土耳其。
電影片名「納哈佩特」在亞美尼亞語是指族長，可以回溯到亞美尼亞民族的創始人哈伊克。

## 製作
《納哈佩特》被認為是首部專門介紹亞美尼亞大屠殺的電影；在此之前，「拍攝以亞美尼亞大屠殺為題材的電影」是一個具突破性的想法。時任亞美尼亞共產黨領導人卡连·杰米尔强與導演根里赫·馬良的關係密切，在傑米爾強決定此電影將會基於赫拉奇亞·科恰爾所的小說《納哈佩特》首部分內容後，製作人員把計劃告知蘇聯當局；蘇聯政府最終在1976年批准拍攝這部電影，電影的製作也在同年開始。
此電影主要是在亞美尼亞阿拉加措特恩州的城鎮塔林和季安取景，亦有部分鏡頭在電影製片廠內拍攝。

## 反響
《納哈佩特》曾在多個主要電影獎項中獲獎；有評論認為，這部電影有機會是導演根里赫·馬良最為人稱道的作品。亞美尼亞通訊社曾在2015年10月刊出一篇評論，列出十部不可不看的亞美尼亞大屠殺電影，其中《納哈佩特》位處此列表的首位。

## 腳註
1. 1 2 3 4  Khiterer, Barrick & Misal 2014，第299頁.
2. 1 2  Whitehorn 2015，第130頁.
3. 1 2 3  Բաբաջանյան 2015.
4. ↑  Tropvale Limited 1984.
5. ↑  Grigoryan 2015.

## 外部連結
- 互联网电影数据库（IMDb）上《納哈佩特》的资料（英文）
- 電影的亞美尼亞語版：YouTube上的Наапет / Նահապետ / Nahapet (1977) (RUS)
- 電影的俄語版：YouTube上的Наапет / Նահապետ / Nahapet (1977) (RUS)